# ناحية الضمير
ناحية الضمير إحدى نواحي سوريا تتبع إداريّاً لمحافظة ريف دمشق منطقة دوما ومركزها مدينة الضمير، بلغ تعداد سكان الناحية 26,192 نسمة حسب التعداد السكاني لعام 2004.

## تجمعات ناحية الضمير السكانية[2]
| التجمع السكاني | عدد السكان |
| -------------- | ---------- |
| الضمير         | 24,223     |
| البطمي         | 18         |
| النعيرية       | 183        |
| ضمير الرمدان   | 1,768      |